# Domingo Pérez de Granada
Domingo Pérez de Granada è un comune spagnolo di 888 abitanti situato nella comunità autonoma dell'Andalusia. Si costituì come comune autonomo il 17 marzo 2015 distaccandosi da quello di Iznalloz.

## Storia
Durante la dominazione araba, Domingo Pérez fu una alquería, ossia una piccola comunità agricola. Nel 1959 i terreni circostanti furono venduti a 217 abitanti dal marchese di Albayda, ad un prezzo complessivo di 11 milioni e mezzo di pesetas.

## Economia
La principale risorsa del villaggio è l'olivicoltura.

## Geografia antropica
Oltre al capoluogo comunale, comprende le frazioni di Cotílfar e Cañatabla.